# Победное (Сакский район)
Побе́дное (до 1945 года Шиба́нь ; укр. Побєдне, крымскотат. Şiban, Шибан) — село в Сакском районе Республики Крым, входит в состав Суворовского сельского поселения (согласно административно-территориальному делению Украины — Суворовского сельского совета Автономной Республики Крым).

## Население
| 2001 | 2014 |
| ---- | ---- |
| 63   | ↘61  |

Всеукраинская перепись 2001 года показала следующее распределение по носителям языка
| Язык             | Процент |
| ---------------- | ------- |
| русский          | 60.32   |
| крымскотатарский | 33.33   |
| украинский       | 4.76    |

### Динамика численности
| - 1806 год — 58 чел. - 1864 год — 33 чел. - 1889 год — 54 чел. - 1900 год — 44 чел. - 1905 год — 68 чел. - 1911 год — 90 чел. - 1915 год — 47 чел. | - 1926 год — 95 чел. - 1939 год — 130 чел. - 1989 год — 67 чел. - 2001 год — 63 чел. - 2009 год — 61 чел. - 2014 год — 61 чел. |

## Современное состояние
На 2016 год в Победном числится 5 улиц; на 2009 год, по данным сельсовета, село занимало площадь 27,1 гектара, на которой в 21 дворе числился 61 житель. Село связано автобусным сообщением с Евпаторией и соседними населёнными пунктами.

## География
Победное — маленькое село в центре района, в степном Крыму, высота центра села над уровнем моря — 40 м. Соседние сёла: фактически сросшиеся на юго-востоке — Желтокаменка и за ним Туннельное. Расстояние до райцентра — около 30 километров (по шоссе), ближайшая железнодорожная станция — Евпатория в 15 километрах. Транспортное сообщение осуществляется по региональной автодороге 35К-015 Раздольное — Евпатория (по украинской классификации — Т-0111).

## История
Первое документальное упоминание села встречается в Камеральном Описании Крыма… 1784 года, судя по которому, в последний период Крымского ханства Шибат входил в Козловский кадылык Козловского каймаканства. После присоединения Крыма к России (8) 19 апреля 1783 года, (8) 19 февраля 1784 года, именным указом Екатерины II сенату, на территории бывшего Крымского Ханства была образована Таврическая область и деревня была приписана к Евпаторийскому уезду. После Павловских реформ, с 1796 по 1802 год, входила в Акмечетский уезд Новороссийской губернии. По новому административному делению, после создания 8 (20) октября 1802 года Таврической губернии, Шибань был включён в состав Кудайгульской волости Евпаторийского уезда.
По Ведомости о волостях и селениях, в Евпаторийском уезде с показанием числа дворов и душ… от 19 апреля 1806 года в деревне Шибан числилось 10 дворов, 56 крымский татар и 2 ясыров. На военно-топографической карте генерал-майора Мухина 1817 года деревня Шибан обозначена с 6 дворами. После реформы волостного деления 1829 года Шибан, согласно «Ведомости о казённых волостях Таврической губернии 1829 года» остался в составе Кудайгульской волости. На карте 1836 года в деревне 8 дворов, а на карте 1842 года Шибан обозначен условным знаком «малая деревня», то есть, менее 5 дворов.
В 1860-х годах, после земской реформы Александра II, деревню приписали к Чотайской волости. Согласно «Памятной книжке Таврической губернии за 1867 год», деревня Шибан была покинута, в результате эмиграции крымских татар, особенно массовой после Крымской войны 1853—1856 годов, в Турцию и оставалась в развалинах. В «Списке населённых мест Таврической губернии по сведениям 1864 года», составленном по результатам VIII ревизии 1864 года, Шибан — владельческая татарская деревня на большой просёлочной дороге из Евпатории в Перекоп, с 6 дворами и 33 жителями. По обследованиям профессора А. Н. Козловского 1867 года, вода в колодцах деревни была пресная, а их глубина достигала 30—40 саженей (64—85 м). На трёхверстовой карте Шуберта 1865—1876 года в деревне Шабан уже 8 дворов. Согласно энциклопедическому словарю «Немцы России», в 1888 году немами-лютеранами, выходцами из беловежских колоний, на 1000 десятинах приобретённой в собственность земли, было основано новое поселение.
В «Памятной книге Таврической губернии 1889 года», по результатам Х ревизии 1887 года, в деревне Шибань числилось 9 дворов и 54 жителя, но в «…Памятной книжке Таврической губернии на 1892 год» Шибань не записан.
Земская реформа 1890-х годов в Евпаторийском уезде прошла после 1892 года, в результате Шибань приписали к Сакской волости. По «…Памятной книжке Таврической губернии на 1900 год» в деревне числилось 44 жителя в 8 дворах, в 1905 — 68, в 1911 — 90 жителей. На 1914 год в селении действовала лютеранская земская школа. По Статистическому справочнику Таврической губернии. Ч.II-я. Статистический очерк, выпуск пятый Евпаторийский уезд, 1915 год, в деревне Шибань Сакской волости Евпаторийского уезда числилось 10 дворов (8 дворов с землёй, 2 — безземельные) с немецкими жителями в количестве 19 человек приписного населения и 28 — «постороннего», из которых 25 мужчин и 24 женщины. Жители владели 810 десятинами удобной земли. В хозяйствах имелось 80 лошадей, 24 вола, 37 коров и 40 голов мелкого скота. Согласно списку 1915 года «…русских подданных из австрийских, венгерских или германских выходцев» землевладельцев, опубликованном в газете «Таврические губернские ведомости» в апреле 1915 года, при деревне Шах-Мурза значатся крымские немцы: братья Рейнер — Иоганн Христофорович, имевший 70 десятин земли, Годфрид Христофорович — 90 дес. и Давид Христофорович — 110 дес. Также числились Баллау Густав Августович, имевший 112 дес., Бауэр Генрих Андреасович — 70 дес., Губер Макс Иоганнович — 33 дес., Кельм Иоганн Христофорович — 152 дес. и Фишер Яков Михаилович — 173 дес..
После установления в Крыму Советской власти, по постановлению Крымревкома от 8 января 1921 года № 206 «Об изменении административных границ» была упразднена волостная система и село вошло в состав Евпаторийского района Евпаторийского уезда, а в 1922 году уезды получили название округов. 11 октября 1923 года, согласно постановлению ВЦИК, в административное деление Крымской АССР были внесены изменения, в результате которых округа были отменены и произошло укрупнение районов — территорию округа включили в Евпаторийский район. Согласно Списку населённых пунктов Крымской АССР по Всесоюзной переписи 17 декабря 1926 года, в селе Шибань, Богайского сельсовета Евпаторийского района, числилось 18 дворов, из них 16 крестьянских, население составляло 95 человек, из них 87 немцев и 8 русских, действовала немецкая школа. Время образования Шибаньского сельсовета пока не установлено, но на 1940 год он уже существовал. По данным всесоюзной переписи населения 1939 года в селе проживало 130 человек.

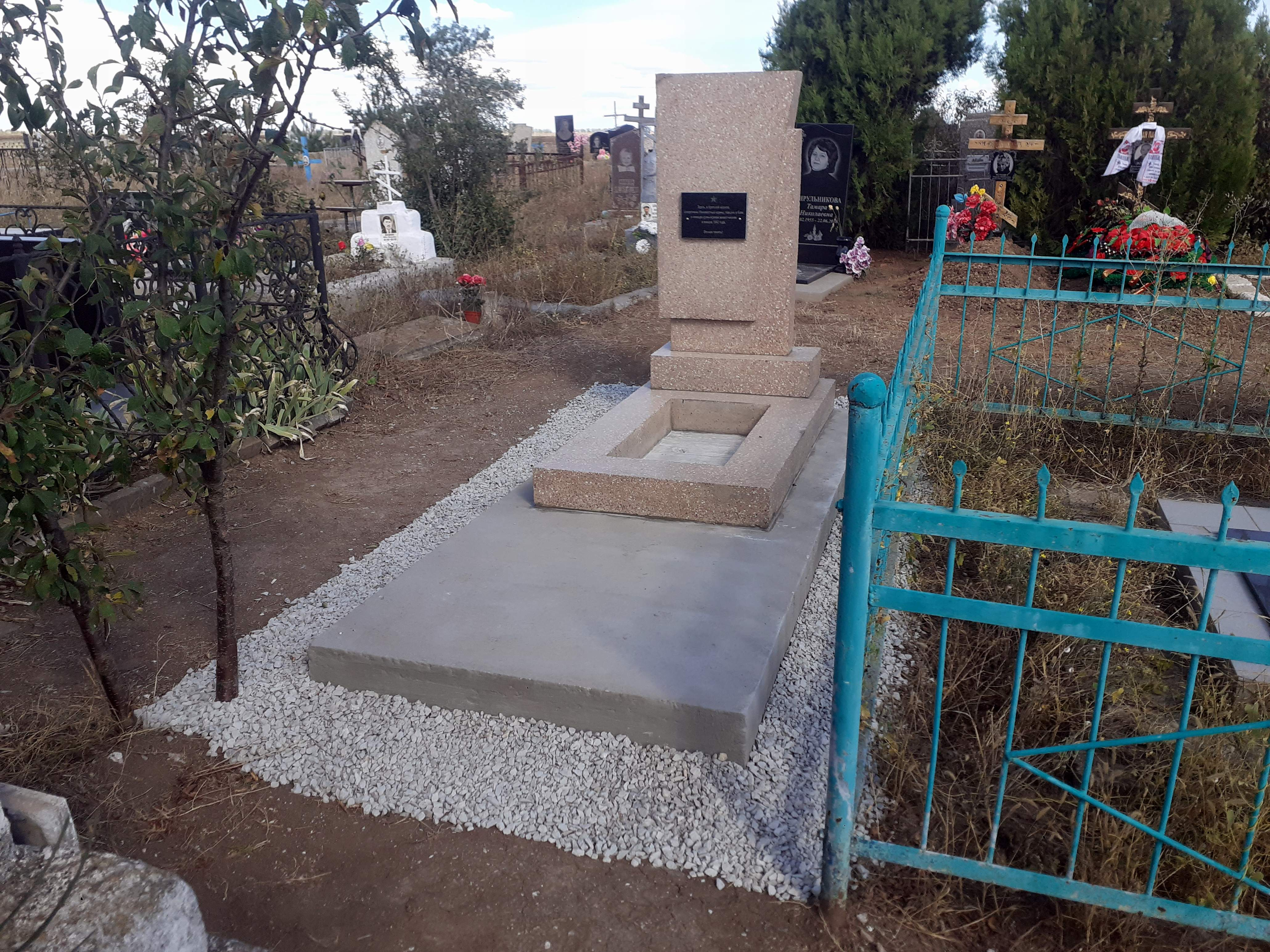
Братская могила советских воинов, 1942 г.

Вскоре после начала Великой Отечественной войны, 18 августа 1941 года крымские немцы были выселены, сначала в Ставропольский край, а затем в Сибирь и северный Казахстан. Во время Отечественной войны, после неудачи Евпаторийского десанта, в январе 1942 года у села Шибан погибли четверо десантников. Имена бойцов не установлены, павших похоронили на сельском кладбище. Первый памятник был установлен в 1955 году, в 1985 году он был заменён на современный. Постановлением Совета министров Республики Крым № 627 от 20 декабря 2016 года памятник отнесён к категории объектов культурно-исторического наследия России регионального значения, памятник культурного наследия Украины.
После освобождения Крыма от фашистов, 12 августа 1944 года было принято постановление № ГОКО-6372с «О переселении колхозников в районы Крыма» и в сентябре 1944 года в район приехали первые новосёлы (150 семей) из Киевской и Каменец-Подольской областей, а в начале 1950-х годов последовала вторая волна переселенцев из различных областей Украины. Указом Президиума Верховного Совета РСФСР от 21 августа 1945 года Шибань был переименован в Победное и Шибаньский сельсовет — в Победненский. С 25 июня 1946 года в составе Крымской области РСФСР. 26 апреля 1954 года Крымская область была передана из состава РСФСР в состав УССР.Время упразднения сельсовета и включения в состав Кольцовского пока не установлено: на 15 июня 1960 года село уже числилось в его составе. 1 января 1965 года, указом Президиума ВС УССР «О внесении изменений в административное районирование УССР — по Крымской области», Евпаторийский район был упразднён и село включили в состав Сакского (по другим данным — 11 февраля 1963 года). К 1968 году село передали в состав Суворовского сельского совета. По данным переписи 1989 года в селе проживало 67 человек. С 12 февраля 1991 года село в восстановленной Крымской АССР, 26 февраля 1992 года переименованной в Автономную Республику Крым. С 21 марта 2014 года в составе Крыма аннексировано Россией. Время упразднения сельсовета также пока не установлено.